# パリ〜ツール2009
パリ〜ツール2009(Paris-Tours 2009)は、パリ〜ツール(UCIヨーロッパツアー1.HC)の103回目のレース。2009年10月11日に行われ、フィリップ・ジルベールが連覇を達成した。

## 結果
シャルトルからトゥールまでの230km
| 順位 | 選手名                       | 国籍       | チーム                   | 時間          |
| ---- | ---------------------------- | ---------- | ------------------------ | ------------- |
| 1    | フィリップ・ジルベール       | ベルギー   | サイレンス・ロット       | 5時間12分23秒 |
| 2    | トム・ボーネン               | ベルギー   | クイックステップ         | 同            |
| 3    | ボルト・ボジチュ             | スロベニア | ヴァカンソレイル         | +02秒         |
| 4    | フィリッポ・ポッツァート     | イタリア   | チーム・カチューシャ     | +16秒         |
| 5    | オスカル・フレイレ           | スペイン   | ラボバンク               | 同            |
| 6    | フランチェスコ・ガヴァッツィ | イタリア   | ランプレ・N.G.C          | 同            |
| 7    | ヘルベン・レーヴィック       | オランダ   | ヴァカンソレイル         | 同            |
| 8    | パブロ・ラストラス           | スペイン   | ケス・デパーニュ         | 同            |
| 9    | マルティン・ライマー         | ドイツ     | サーヴェロ・テストチーム | 同            |
| 10   | ヤウヘニ・フタロヴィッチ     | ベラルーシ | フランセーズ・デ・ジュー | 同            |
| 121  | 新城幸也                     | 日本       | BBox・ブイグテレコム     | +5分01秒      |
| 140  | 別府史之                     | 日本       | スキル・シマノ           | +7分04秒      |